# Hegyrét
Hegyrét (ukránul: Герцівці) falu Ukrajnában, Kárpátalján, a Munkácsi járásban.

## Fekvése
Munkácstól északra, Fedelesfalva és Kismogyorós közt fekvő település.
Hegyrét 464 méterrel a tengerszint feletti magasságban fekvő 79 lakosú falucska.

## Története
A trianoni békeszerződés előtt Bereg vármegye Latorczai járásához tartozott.
1910-ben 97 ruszin görögkatolikus lakosa volt.